# Шубино (Павинский район)
Шубино — опустевшая деревня в Павинском районе Костромской области. Входит в состав Петропавловского сельского поселения

## География
Находится в северо-восточной части Костромской области на расстоянии приблизительно 13 км на восток-юго-восток по прямой от села Павино, административного центра района.

## Население
Численность постоянного населения составляла 3 человека (русские 100 %) в 2002 году, 0 в 2022.